# Kjeller
Kjeller är ett samhälle utanför staden Lillestrøm i Lillestrøms kommun i Akershus fylke i sydöstra Norge. Orten ligger där riksväg 22 möter riksväg 226 och utgör en del av Oslo tätort.
Tidigare har orten tillhört dåvarande Skedsmo kommun.

## Historik
I Kjeller byggdes Norges första flygplats, Kjellers flygplats, 1912. Efter hand blev den viktigt militärt, särskilt under andra världskriget. Under åren 1915−1962 byggdes flygplan huvudsakligen på licens av Kjeller Flyfabrikk. 

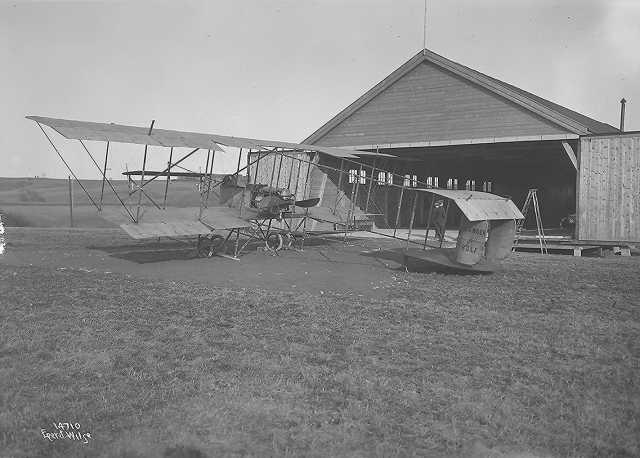
Kjellers flygplats 1913.

## Forskningsinstitut
I Kjeller finns flera forskningsinstitut med förvaltningsansvar såsom
- Forsvarets Forskningsinstitutt[1]
- Institutt for Energiteknikk[2]
- Norsk institutt for luftforskning[3]
- NORSAR
- Justervesendet[4]
- Høgskolen i Oslo og Akershus[5]

## Sport
I Kjeller ligger Åråsen Stadion som är hemmaarena för fotbollsklubben Lillestrøm SK. Alpina skidåkaren Aksel Lund Svindal föddes i Lørenskog och växte upp i närbelägna Kjeller.

## Kuriosa
NORSAR på Kjeller var det första stället i världen utanför USA som tog emot ett meddelande genom ARPANET, föregångaren till internet.